# Sophie Ellis-Bextor’s Kitchen Disco (Live at The London Palladium)
| Оценки критиков | Оценки критиков |
| Источник        | Оценка          |
| --------------- | --------------- |
| Monstagigz      | [ 1 ]           |
| Retro Pop       | [ 2 ]           |

Sophie Ellis-Bextor’s Kitchen Disco (Live at The London Palladium) — первый концертный альбом британской певицы Софи Эллис-Бекстор, выпущенный 11 ноября 2022 года на лейбле Cooking Vinyl. Альбом был записан во время турне The Kitchen Disco Tour, большинство — первая часть альбома — во время концерта в лондонском театре Палладиум.
На альбоме представлены как песни Эллис-Бекстор, включая её недавний сингл «Hypnotized», так и кавер-версии известных хитов, например, «Dancing Queen» группы ABBA, Like a Prayer Мадонны или «Yes Sir, I Can Boogie» дуэта Baccara.

## Список композиций
| №   | Название                                                                                | Автор(ы) | Длительность |
| --- | --------------------------------------------------------------------------------------- | --- | ------------ |
| 1.  | «Take Me Home (A Girl Like Me)»                                                         | Мишель Аллер, Боб Эсти, Софи Эллис-Бекстор | 5:07         |
| 2.  | «Disco Inferno»                                                                         | Лерой Грин, Рон Керси | 4:31         |
| 3.  | «Wild Forever»                                                                          | Софи Эллис-Бекстор, Эд Харкорт | 5:51         |
| 4.  | «All Night Long»                                                                        | Лайонел Ричи | 5:05         |
| 5.  | «Hypnotized»                                                                            | Софи Эллис-Бекстор, Питер Фергюсон | 3:11         |
| 6.  | «Mixed Up World»                                                                        | Софи Эллис-Бекстор, Грегг Александр, Мэтт Роуи | 3:21         |
| 7.  | «Young Blood»                                                                           | Софи Эллис-Бекстор, Эд Харкорт | 5:35         |
| 8.  | «There Are Worse Things I Could Do»                                                     | Джим Джейкобс, Уоррен Кейси | 2:21         |
| 9.  | «Love Is a Camera» (Instrumental)                                                       | Софи Эллис-Бекстор, Эд Харкорт | 1:21         |
| 10. | «Dancing Queen»                                                                         | Бенни Андерссон, Бьорн Ульвеус, Стиг Андерсон | 4:16         |
| 11. | «Get Over You / Lady (Hear Me Tonight) / Groovejet (If This Ain’t Love) / Sing It Back» | Софи Эллис-Бекстор, Роб Дэвис, Хенрик Корпи, Матиас Йоханссон, Нина Вудфорд / Ян Дестаньоль, Ромен Траншар, Бернард Эдвардс, Найл Роджерс / Кристиано Спиллер / Рошин Мёрфи, Марк Брайдон | 10:48        |
| 12. | «Crying at the Discoteque»                                                              | Александр Бард, Бернард Эдвардс, Майкл Гулос, Андрес Ханссон, Найл Роджерс, Андрес Вольбек                                                                                                | 6:43         |
| 13. | «Like a Prayer»                                                                         | Мадонна, Патрик Леонард | 5:08         |
| 14. | «Heartbreak (Make Me a Dancer)»                                                         | Джеймс Уилтшир, Ричард Стэннард, Рассел Смолл, Софи Эллис-Бекстор | 5:16         |
| 15. | «Murder on the Dancefloor»                                                              | Софи Эллис-Бекстор, Грегг Александр | 4:55         |
| 16. | «Our House»                                                                             | Крис Форман, Чэс Смэш | 4:40         |
| 17. | «My Favourite Things»                                                                   | Ричард Роджерс, Оскар Хаммерстайн II | 1:42         |

| №  | Название                    | Автор(ы)                                                                          | Длительность |
| -- | --------------------------- | --------------------------------------------------------------------------------- | ------------ |
| 1. | «Ain’t Nobody»              | Дэвид Волински                                                                    | 4:12         |
| 2. | «Ballroom Blitz»            | Ники Чинн, Майк Чепмен                                                            | 4:05         |
| 3. | «Yes Sir, I Can Boogie»     | Франк Досталь, Рольф Сойя                                                         | 4:48         |
| 4. | «Music Gets the Best of Me» | Софи Эллис-Бекстор, Грегг Александр, Мэтт Роу                                     | 3:29         |
| 5. | «Bittersweet»               | Софи Эллис-Бекстор, Джеймс Уилтшир, Рассел Смолл, Ричард Стэннард, Ханна Робинсон | 4:52         |
| 6. | «Walking on Broken Glass»   | Энни Леннокс                                                                      | 4:06         |
| 7. | «Love Is You»               | Винсент Монтана мл., Рональд Уолкер                                               | 3:28         |

## Участники записи
- Софи Эллис-Бекстор — вокал
- Джексон Эллис-Лич — ударные
- Пабло Тато — гитара
- Киаран Джеремайя — клавишные, бэк-вокал
- Майлз Шовелл — мастеринг
- Кевин Джеремайя — сведение
- Ричард Джонс[англ.] — бас-гитара, программирование, бэк-вокал, продюсирование
- Марк Браун — саксофон
- Ник Этвелл — труба
- Фиона Брайс — скрипка, бэк-вокал (2-2, 2-3, 2-4, 2-6)
- Гита Лэнгли — бэк-вокал
- Джесс Мерфи — бэк-вокал
- Виолета Барренья — бэк-вокал (2-1)

## Чарты
| Чарт (2022)                              | Высшая позиция |
| ---------------------------------------- | -------------- |
| Великобритания (UK Digital Albums Chart) | 77             |
| Великобритания (UK Albums Sales Chart)   | 28             |
| Великобритания (Physical Albums Chart)   | 27             |
| Шотландия (Scottish Albums Chart)        | 39             |

## История релиза
| Регион         | Дата           | Формат                      | Лейбл                            | Ист.   |
| -------------- | -------------- | --------------------------- | -------------------------------- | ------ |
| Мир            | 11 ноября 2022 | Цифровая загрузка, стриминг | Douglas Valentine, Cooking Vinyl | [ 9 ]  |
| Великобритания | 25 ноября 2022 | 2x CD (диджипак)            | Cooking Vinyl                    | [ 10 ] |